# Шимерка, Вацлав
Вацлав Шимерка (чеш. Václav Šimerka, 20 декабря 1819, Хохвессельне, Богемия (сейчас Высоке Весели, район Йичин Краловеградецкий край, Чехия) -
26 декабря 1887, Праскачка близ Градец-Кралове) — чешский математик, физик и философ, священник, педагог.

## Биография
После окончания гимназии в Йичине изучал философию в университете Праги и богословие в Градце Кралове. В 1845 году был рукоположен в священники. Служил капелланом в Жлуницах близ Йичина. В 1852 году был учителем математики, а затем изучал физику в Праге.
Учительствовал в Ческе-Будеёвице. С 1862 года — пастор в Слатине близ Жамберка.
Автор многих работ на философские темы, большинство из которых имели научную основу, некоторые были написаны на немецком языке. Некоторые результаты его исследований вошли в школьные учебники.
В 1863 году Шимерка написал «Алгебру, или общий бухгалтерский учёт». Приложение по дифференциальному и интегральному исчислению, прилагаемое к книге, было опубликовано отдельно в 1864 г. под названием «Дополнение к алгебре», что считается первым письменным вкладом в высшую математику на чешском языке. В дополнение к этим учебникам Шимерка также опубликовал несколько профессиональных статей. В 1858 год Венская академия наук опубликовала его работу «Die Perioden der quadratischen Zahlformen bei…». Через год в том же журнале был опубликован «Lösungen zweier Arten von Gleichungen», а позже «Die trinären Zahlformen und Zahlwerthe». В 1862 году Королевское чешское общество опубликовало его учебник «Вклад в неопределённую аналитику». В 1869 году в журнале Archiv der Mathematik und Physik была опубликована работа «Die rationalen Dreiecke». Работы Шимерека были опубликованы в «Журнале развития математики и физики»: Суммы целых чисел в угловых арифметических последовательностях (год V), Цепное правило совпадений (VI), Одночленный период остатков полномочий без предыдущих членов, то есть решение соглашение … , Одночленные остатки периода от степеней с предыдущими членами (XIII), Остатки от арифметической прогрессии (XIV) и др.
В своих научных работах занимался, среди прочего, так называемыми числами Кармайкла, хотя его работа не была известна современным математикам.
Перечислил в 1885 году первые семь Чисел Кармайкла

## Избранные труды
- Die Perioden der quadratischen Zahlformen bei negativen Determinanten (Prag, 1858)
- Die Lösungen zweier Arten von Gleichungen (Wien, 1859)
- Die trinären Zahlformen und Zahlwerthe
- Přispěvky k neurčité analytice
- Die rationalen Dreiecke (Prag, 1869)
- Součty celých v lomené arithmetické posloupnosti
- Řetězové pravidlo u shod
- Jednočlenná perioda zbytků z mocnin bes předchozích členů…
- Jednočlenná perioda zbytků z mocnin s předcházejícími členy
- Zbytky z arithmetické posloupnosti
- Die Kraft der Ueberzeugung. Ein mathematisch-philosophischer Versuch (Wien, 1883)
- Dampfkessel und Dampfmaschinen und ihre Wartung (Pilsen, 1889)